# ダイソン・ツリー
ダイソン・ツリー（英語: Dyson tree）は、彗星上で成長することのできる木のような仮説上の遺伝子組み換え植物。物理学者のフリーマン・ダイソンにより提案された。彼はこのような植物により、空っぽの宇宙空間の中でも、彗星（または植物自身）の中で太陽エネルギーと彗星の資源を利用して呼吸に適した大気を生産できる、それにより外部太陽系に人類の自給自足の居住地を提供できる、と提案している。
ダイソン・ツリーは彗星核から何本かの主要な幹が外に生えている構造で、次第に絡み合う枝と葉が広がっていき、最終的には直径十数kmもの球形の構造となると考えられている。
実現や存在の可能性を完全には否定できないが、低温かつ低重力環境の彗星核で生育する植物をいかに人工的に創りだすのかという大きな課題もあり、現在のところはSFの領域に留まる想像上の存在となっている。

## 登場する作品
- 小説『Tree house』（Rachel Pollack、1984年) - フィクションに登場した初期の例[1]。
- ノンフィクション『コメット』(カール・セーガン、アン・ドルヤン、1985年) - 土星の周りと星間空間にいるダイソン・ツリーのいくつかの絵が紹介されている。
- 小説『Vacuum Flowers』(マイクル・スワンウィック、1987年) - オールトの雲に存在するダイソンツリーの集落「dysonsworlders」に住む人々が登場する。
- 小説『創世伝説』『第二創世記』(ドナルド・モフィット、共に1986年) -  3700万年光年彼方で「地球」からのメッセージを受信した10本足の異星人ナーは人類を含めた地球のいくつかの生物を復元する。そうして復元された人類が地球のポプラを品種改良した「真空ポプラ」はコロニーと宇宙船の両方として使われており、反射性の外側の葉によって有機太陽帆の機能を持つ。続編である『第二創世記』では光子エンジンを搭載した真空ポプラ恒星間宇宙船「ユグドラシル」が作られ、人類は地球へ帰還を目指す。
- 小説『インテグラル・ツリー』（ラリー・ニーヴン、1984年） - 直接にダイソン・ツリーを扱っているわけではないが、空間上で浮遊して成長する巨木、インテグラル・ツリーが重要な舞台となっている。
- 小説『天の筏』(スティーヴン・バクスター、1991年) - 重力定数が10億倍という別の宇宙で浮遊型樹木が登場する。浮遊型樹木の内部は中空になっており、内部の芯を回転させることで慣性モーメントを操作し、空を自在に飛ぶことができる。この世界にたどり着いた人類の末裔はこの浮遊木を操ることで星雲の上層と下層を移動する。
- アニメ『天地無用!』(1991年) - 星間国家樹雷は宇宙に住むことができる木を船として利用している。
- 小説『エンディミオン』と『エンディミオンの覚醒』（ダン・シモンズ、1996年、1997年)） - 前者ではダイソン・ツリーが、後者には、星全体（ダイソン球を連想させる）のものが登場。
- 小説『Manifold: Space』(スティーヴン・バクスター、2001年) - 主人公リード・マレンファントがダイソンツリー内で自分自身を発見する。
- 共同創作Webサイト『Orion's Arm（2000年設立）- ダイソン・ツリーとダイソンツリーによる森と呼ばれている「Orwoods」が登場する。これらは地球圏に由来するいくつかの星系で確立されている。この文脈における「Orwoods」という名称はもともとアンダース・サンドバーグによって造られた。
- ゲーム『Transhuman Space』(2002年) - ユグドラシル・ステーションが登場する。
- ゲーム『Eufloria』(Omni Systems Limited社、2009年) - ダイソン・ツリーによる戦略シミュレーションゲーム[2]。